# Sieć strzępkowa

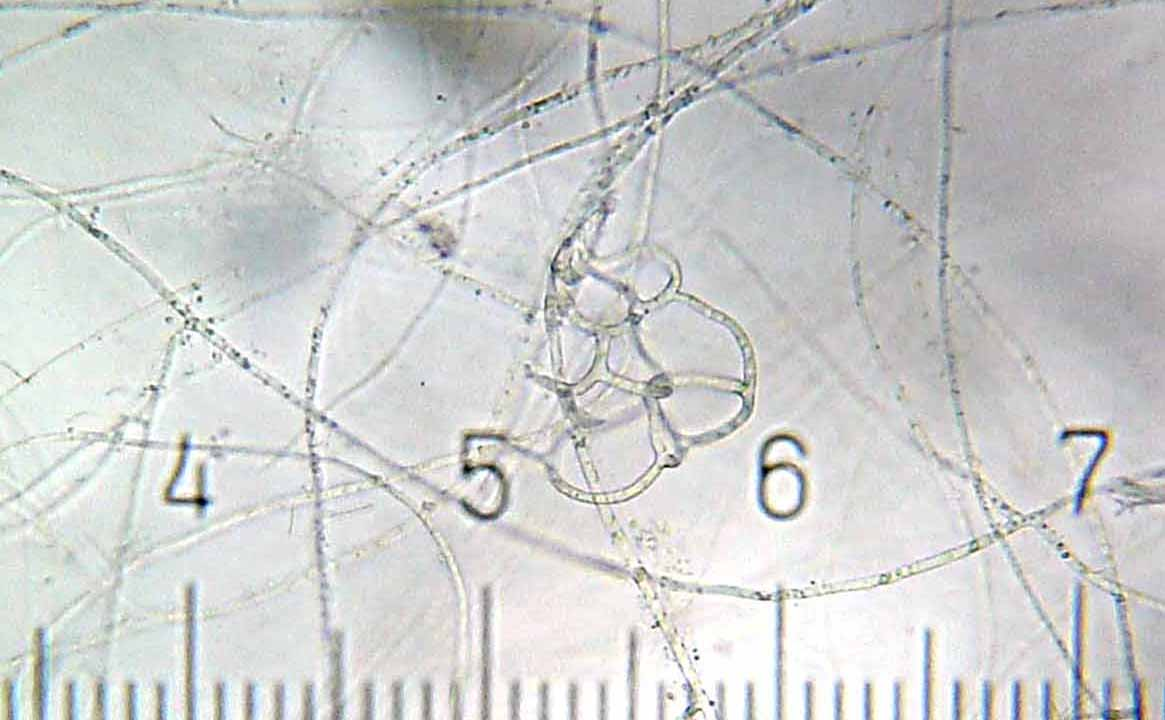
Sieć strzępkowa Arthrobotrys oligospora

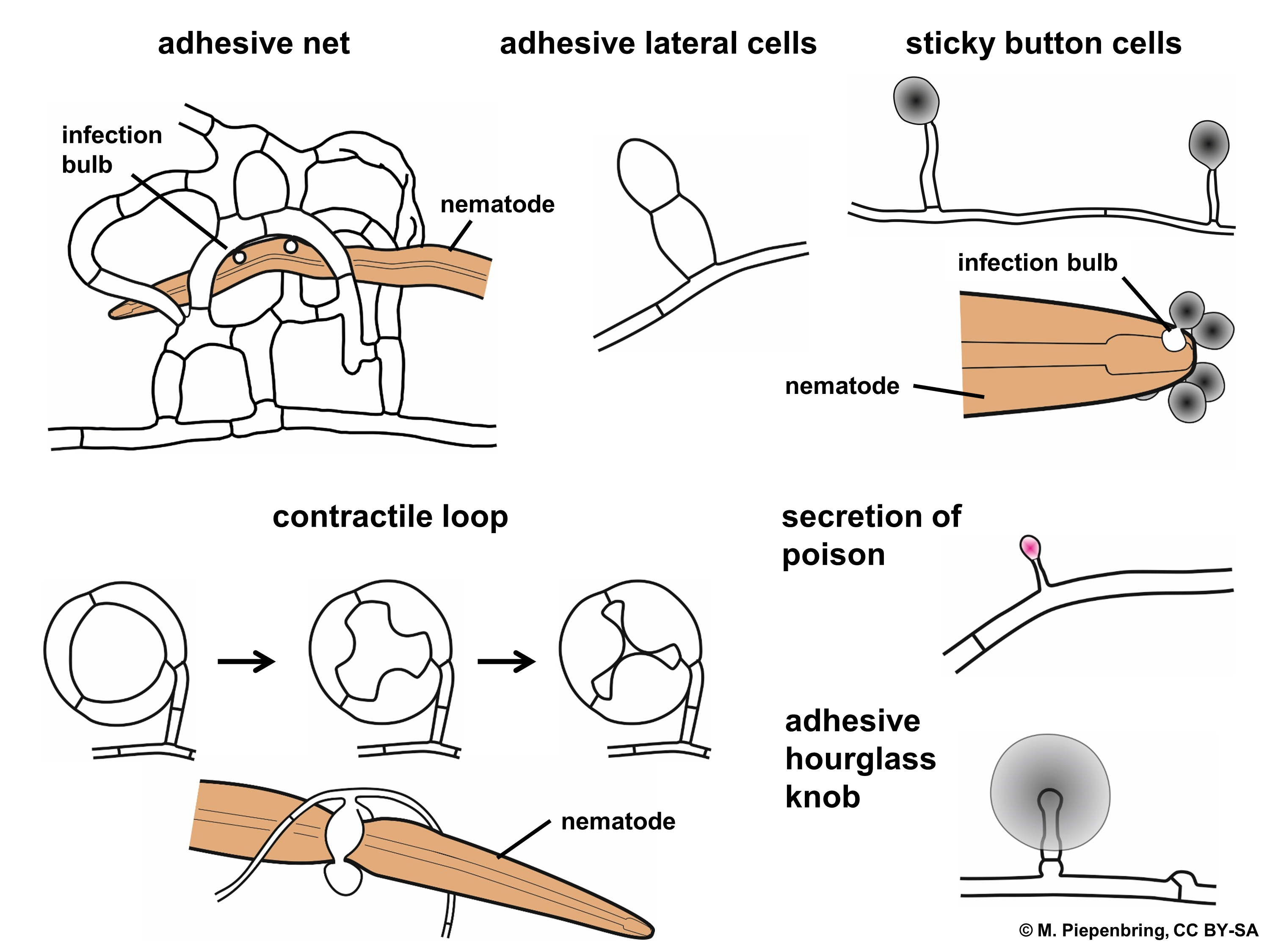
Nicień złapany przez sieć strzępkową (górny lewy rysunek)

Sieć strzępkowa – specyficzny rodzaj strzępek grzybów, służący do łapania drobnych bezkręgowców – głównie żyjących w glebie i w wodzie owadów (grzyby entomopatogeniczne), nicieni (grzyby nicieniobójcze), wrotków, pierwotniaków. Występuje u wielu gatunków grzybów drapieżnych polujących na nicienie, a jego budowę i działanie najlepiej opisano u Arthrobotrys oligospora. Grzyb ten ze strzępek wegetatywnych tworzy boczną, wyprostowaną gałąź, na której tworzą się pętle strzępkowe. Pętle takie mogą powstawać również na głównych strzępkach wegetatywnych, a także na konidioforach.
Sieci strzępkowe łapią drobne zwierzęta, które przyklejają się do nich. Na ich powierzchni znajdują się włókienkowate polimery składające się głównie z białek i węglowodanów. Kiedy sieć strzępkowa przylega do nicieni, stają się one gęstsze i zorientowane w jednym określonym kierunku. Warstwa klejąca ma grubość około 0,1 µm. Doświadczalnie stwierdzono, że sieć A. oligospora może skutecznie łapać nicienie nawet wtedy, gdy nie jest jeszcze całkiem wykształcona. Kleistość sieci strzępkowej odróżnia ją od innych strzępek, które nie mają tej własności.
Początkowo pętla tworzy się jako boczne odgałęzienie strzępki macierzystej, następnie gałąź zakrzywia się, aby spotkać się z kołkiem utworzonym na strzępkach macierzystych około 20–25 μm od początkowej gałęzi, tworząc pętlę. Pętla ta zazwyczaj składa się z trzech komórek, wszystkie wykazują energiczne ruchy cytoplazmatyczne. Komórki te różnią się od typowych komórek strzępkowych tym, że zawierają organelle zwane ciałami gęstymi i mają wyjątkową zdolność do wychwytywania nicieni. Obserwacje pod mikroskopem elektronowym wykazały, że organelli tych brak w komórkach wegetatywnych, a zaczynają się rozwijać dopiero w początkowych stadiach tworzenia pułapek, brak ich także w komórkach sąsiadujących z komórką inicjującą pułapkę. Kołek strzępkowy stykający się z końcem pułapki również nie miał gęstych ciał, co wskazuje, że nie była to wyspecjalizowana komórka pułapki aż do momentu kontaktu i połączenia. Te gęste ciała to organella cytozolowe o charakterze peroksysomalnym, zawierają bowiem katalazy i oksydazy d-aminokwasowe. Te gęste ciała wykryto tylko u grzybów nicieniobójczych łowiących nicienie za pomocą pułapek strzępkowych, ale brak ich u endopasożytniczych grzybów nicieniobójczych. Wydaje się, że ich funkcje są związane z adhezją nicieni, ale po penetracji naskórka nicienia mogą zostać przeniesione do rozwijającej się strzępki troficznej. Zakłada się, że odgrywają one rolę w dostarczaniu energii i/lub składników strukturalnych strzępkom inwazyjnym.
Sieci strzępkowe A. oligospora mogą służyć także do pobierania substancji od innych grzybów, zaobserwowano bowiem takie sieci otaczające strzępki innych grzybów. W tym przypadku jednak w ich pętlach nie występują ciała gęste, typowe dla pułapek. Zakłada się, że funkcja cewki strzępkowej jest związana z fazą mykopasożytniczą. A. oligospora, który chociaż jest mykopasożytem niepenetrującym, jest w stanie pobierać znaczną część swoich składników odżywczych ze strzępek innych gatunków grzybów.
Sieci strzępkowe są najczęściej występującym rodzajem pułapek u grzybów drapieżnych, ale tworzą one jeszcze innego rodzaju pułapki: cysty strzępkowe, pętle strzępkowe i kolumny strzępkowe, a niektóre także toksocysty z substancją paraliżującą. U grzybów tworzących sieci strzępkowe nie zawsze można je zaobserwować. Gatunki te zwykle żyją jako grzyby saprotroficzne, pułapki strzępkowe tworzą dopiero wówczas, gdy w ich pobliżu znajdują się nicienie, czy inne drobne bezkręgowce. Dzieje się tak prawdopodobnie dlatego, że budowa pułapek jest procesem wysoce energochłonnym. A. oligospora potrafi wykryć obecność nicieni w pobliżu gleby i tworzy pułapki tylko wtedy, gdy są one obecne. Rozpoznaje obecność nicienia na podstawie wydzielanych przez niego feromonów, takich jak askarozydy. Po ich wykryciu strzępki grzyba wabią nicienia wytwarzając substancje naśladujące te, których zwierzę używa do znalezienia pożywienia i przyciągnięcia partnerów.